# Championnat d'Espagne de hockey sur glace 1982-1983
Saison précédente Saison suivante
La saison 1982-1983 est la 11e saison du championnat d'Espagne de Hockey sur glace. Cette saison, le championnat porte le nom de Liga de Division de Honor.

## Clubs de la Superliga 1982-1983
- CH Gel Barcelona
- Vizcaya Bilbao HC
- CH Boadilla
- CH Jaca
- CG Puigcerdà
- Txuri Urdin

## Classement

### Première phase
| # | Club              | Joués | V | N | D  | bp:bc  | +/-  | Points |
| - | ----------------- | ----- | - | - | -- | ------ | ---- | ------ |
| 1 | CH Jaca           | 10    | 9 | 0 | 1  | 96:50  | +46  | 18     |
| 2 | Vizcaya Bilbao HC | 10    | 8 | 1 | 1  | 130:32 | +98  | 17     |
| 3 | CG Puigcerdà      | 10    | 6 | 0 | 4  | 84:54  | +30  | 12     |
| 4 | Txuri Urdin       | 10    | 4 | 1 | 5  | 89:57  | +32  | 9      |
| 5 | CH Gel Barcelona  | 10    | 2 | 0 | 8  | 51:117 | -66  | 4      |
| 6 | CH Boadilla       | 10    | 0 | 0 | 10 | 29:169 | -140 | 0      |

Jaca, Bilbao, Puigcerdà et Txuri Urdin sont qualifiés pour la seconde phase.
Le CH Boadilla est relégué en Segunda Division.

### Phase finale
| # | Club              | Joués | V  | N | D  | bp:bc   | +/-  | Points |
| - | ----------------- | ----- | -- | - | -- | ------- | ---- | ------ |
| 1 | Vizcaya Bilbao HC | 16    | 13 | 1 | 2  | 183:52  | +131 | 27     |
| 2 | CH Jaca           | 16    | 13 | 1 | 2  | 165:88  | +77  | 25     |
| 3 | CG Puigcerdà      | 16    | 7  | 1 | 8  | 112:97  | +15  | 15     |
| 4 | Txuri Urdin       | 16    | 5  | 1 | 10 | 112:117 | -5   | 11     |

Le Vizcaya Bilbao HC est sacré Champion d'Espagne de hockey sur glace pour la saison 1982-1983.